# Országh
Az Ország vagy Országh (ritkábban Orszag, Orszagh) magyar családnév (többször az Ország-Sugár kettős név részeként is). Apanévi eredetű vagy tisztségre utal.

## Eredete
Vitatott (ótörök vagy finnugor) eredetű úr alapszava eredetileg ’fejedelmet’ jelölhetett, a hatalom birtokosát. Az ehhez járuló -ság/-ség (itt -szág/-szég változatban megjelenő) képzővel együtt ’hatalom alatt álló terület’ jelentéssel bírt, majd ’hatalmasság, uraság’ értelemre tett szert, és személynévként is feljegyezték.  Családnévvé ezt követően válhatott, vagy pedig tisztséget, hivatalt, tekintélyt jelölve közvetlenül alakult ki. A Duna–Tisza közének északi részén gyakoribb. Erre a névre magyarosított számos Oesterreicher, Landsmann, Reich nevű, valamint néhány Ornstein és Kosznács nevű is.

## Híres Országh családnevű személyek
- Országh Antal (1818 körül – 1878), festőművész, grafikus, fényképész, író
- Országh család (Guthi), köztük
  - Guthi Országh Mihály vagy Guti Ország Mihály (1410 körül – 1484), főkamarás, főkincstartó, ajtónállómester, Hunyadi Mátyás magyar király nádora
  - Guti Országh Kristóf (1535–1567), a család utolsó férfi tagja
- Országh József, köztük
  - Országh József (1937–2020) elektrokémikus, vízkutató, fenntartható vízgazdálkodás mozgalmár, tanár, vállalkozó
- Országh László (1907–1984) nyelvész, irodalomtörténész (a magyarországi amerikanisztika atyja), szótáríró (angol–magyar és magyar–angol szótárak szerzője), egyetemi tanár
- Hviezdoslav vagy Pavol Országh-Hviezdoslav (eredetileg Pavol Országh, magyarosan Országh Pál, 1849–1921) szlovák költő, drámaíró, műfordító
- Országh Tivadar (1901–1963) magyar hegedűművész, zeneszerző

## Híres Ország családnevű személyek
- Ország Lili (szül. Oesterreicher, 1926–1978) magyar festő, grafikus, bábtervező